# B.P.R.D.: Garden of Souls
B.P.R.D.: Garden of Souls é uma revista em quadrinhos norte-americana criada por Mike Mignola e publicada pela editora Dark Horse Comics. O principal personagem cujas histórias são impressas na revista é a organização B.P.R.D., em sua sétima edição solo, e desenhada por Guy Davis.